# 季米里亚泽沃农村居民点 (沃罗涅日州)
季米里亚泽沃农村居民点（俄语：Тимирязевское сельское поселение）是俄罗斯联邦沃罗涅日州新乌斯曼区所属的一个农村居民点。其下辖有9个居民点，行政中心为季米里亚泽沃。据2016年统计，该农村居民点的人口为2613人。